# MVP de la LNB Pro A
El LNB Pro A MVP es el premio que se concede al mejor jugador de la temporada de la LNB Pro A, la primera categoría del baloncesto en Francia. Comenzó a concederse en 1983 por la revista especializada Maxi-Basket, que lo concedió hasta 2005, fecha en la que tomó el relevo la revista Basket News.
Hasta el año 2014 se concedían dos galardones, uno al mejor jugador francés y otro al mejor extranjero, unificándose en la temporada 2014-15.

### MVP unificado

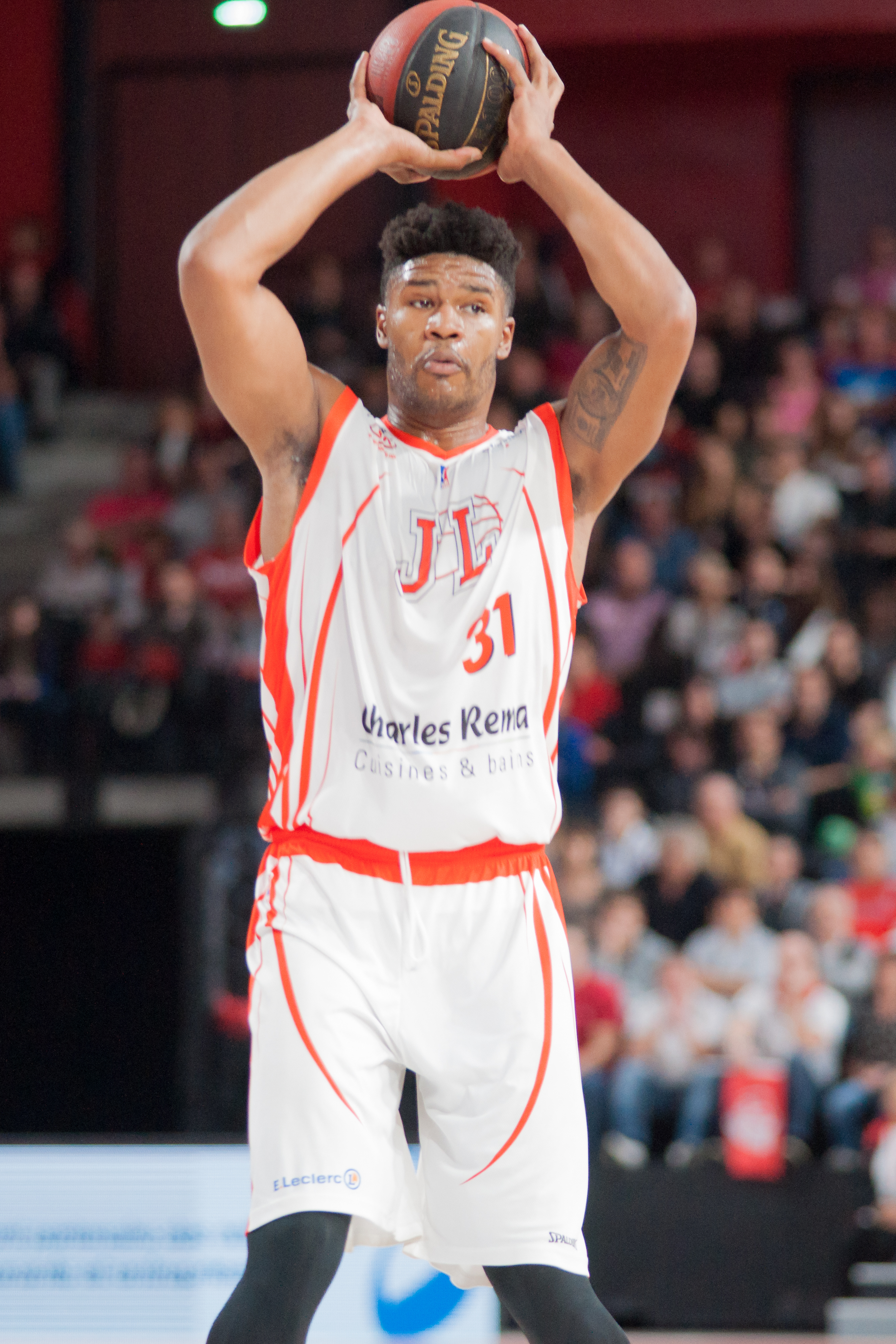
Devin Booker fue el 2º jugador de Chalon en ganar el MVP, en 2016